# 東亞籃球錦標賽
東亞籃球錦標賽（英語：East Asia Basketball Championship），是由東亞籃球協會（EABA）主辦的賽事，於2009年舉辦第一屆賽事，之後每兩年舉辦一次，該項賽事也是亞洲盃籃球賽的東亞地區資格賽。

## 歷屆賽事
| 2009 詳細 | 小牧市     | ·          | 68–58 | · 日本 | · 中國 | 107–90 | · 中華臺北 |
| 2011 詳細 | 南京市     | ·          | 89–73 | · 日本 | · 中國 | 87–53  | · 中華臺北 |
| 2013 詳細 | 仁川廣域市 | ·          | 79–68 | · 中國 | · 日本 | 87–71  | 中國香港   |
| 2017 詳細 | 長野市     | · 中華臺北 | 77–64 | ·      | · 日本 | 76–58  | · 中國     |

## 外部連結
- FIBA Asia 官方網站 （页面存档备份，存于）